# جون هاجرمان
جون هاجرمان (بالإنجليزية: John Hagerman)‏ هو منافس ألعاب قوى كندي، ولد في 25 أكتوبر 1881 في هاميلتون في كندا، وتوفي في 21 يناير 1960.

## وصلات خارجية
- جون هاجرمان على موقع اللجنة الأولمبية الدولية (الإنجليزية)
- جون هاجرمان على موقع أوليمبيديا (الإنجليزية)